# Étoile de Bessèges 2023
53. ročník etapového cyklistického závodu Étoile de Bessèges – Tour du Gard se konal mezi 1. a 5. únorem 2023 ve francouzském departementu Gard. Celkovým vítězem se stal Američan Neilson Powless z týmu EF Education–EasyPost. Na druhém a třetím místě se umístili Dán Mattias Skjelmose Jensen (Trek–Segafredo) a Francouz Pierre Latour (Team TotalEnergies). Závod byl součástí UCI Europe Tour 2023 na úrovni 2.1.

## Týmy
Závodu se zúčastnilo 8 z 18 UCI WorldTeamů, 8 UCI ProTeamů a 4 UCI Continental týmy. Všechny týmy nastoupily na start se sedmi závodníky, závod tak odstartovalo 140 jezdců. Do cíle v Alès dojelo 112 z nich.
UCI WorldTeamy
- AG2R Citroën Team
- Alpecin–Deceuninck
- Arkéa–Samsic
- Cofidis
- EF Education–EasyPost
- Groupama–FDJ
- Ineos Grenadiers
- Trek–Segafredo

UCI ProTeamy
- Bingoal WB
- Equipo Kern Pharma
- Israel–Premier Tech
- Lotto–Dstny
- Team Flanders–Baloise
- Team TotalEnergies
- Tudor Pro Cycling Team
- Uno-X Pro Cycling Team

UCI Continental týmy
- CIC U Nantes Atlantique
- Go Sport–Roubaix–Lille Métropole
- Nice Métropole Côte d'Azur
- St. Michel–Mavic–Auber93

## Trasa a etapy
| Etapa         | Datum         | Trasa                                  | Vzdálenost | Typ       | Typ                  | Vítěz                          |
| ------------- | ------------- | -------------------------------------- | ---------- | --------- | -------------------- | ------------------------------ |
| 1             | 1. února      | Bellegarde – Bellegarde                | 162,18 km  |           | Zvlněná etapa        | Arnaud De Lie (BEL)            |
| 2             | 2. února      | Bagard – Aubais                        | 169,63 km  |           | Zvlněná etapa        | Neutralizováno                 |
| 3             | 3. února      | Bessèges – Bessèges                    | 169,71 km  |           | Zvlněná etapa        | Arnaud De Lie (BEL)            |
| 4             | 4. února      | Saint-Christol-lès-Alès – Mont Bouquet | 147,5 km   |           | Horská etapa         | Mattias Skjelmose Jensen (DEN) |
| 5             | 5. února      | Alès – Alès                            | 10,66 km   |           | Individuální časovka | Mads Pedersen (DEN)            |
| Celková délka | Celková délka | Celková délka                          | 659,68 km  | 659,68 km | 659,68 km            | 659,68 km                      |

## Průběžné pořadí
| Etapa          | Vítěz                    | Celkové pořadí           | Bodovací soutěž | Vrchařská soutěž | Soutěž mladých jezdců    | Soutěž týmů           |
| -------------- | ------------------------ | ------------------------ | --------------- | ---------------- | ------------------------ | --------------------- |
| 1              | Arnaud De Lie            | Arnaud De Lie            | Arnaud De Lie   | Ayco Bastiaens   | Arnaud De Lie            | EF Education–EasyPost |
| 2              | Neutralizováno           | Arnaud De Lie            | Arnaud De Lie   | Vito Braet       | Arnaud De Lie            | EF Education–EasyPost |
| 3              | Arnaud De Lie            | Arnaud De Lie            | Arnaud De Lie   | Vito Braet       | Arnaud De Lie            | Israel–Premier Tech   |
| 4              | Mattias Skjelmose Jensen | Mattias Skjelmose Jensen | Arnaud De Lie   | Vito Braet       | Mattias Skjelmose Jensen | Team TotalEnergies    |
| 5              | Mads Pedersen            | Neilson Powless          | Arnaud De Lie   | Vito Braet       | Mattias Skjelmose Jensen | Team TotalEnergies    |
| Konečné pořadí | Konečné pořadí           | Neilson Powless          | Arnaud De Lie   | Vito Braet       | Mattias Skjelmose Jensen | Team TotalEnergies    |

- V etapách 2 a 3 nosil Mads Pedersen, jenž byl druhý v bodovací soutěži, žlutý dres, protože lídr této klasifikace Arnaud De Lie nosil červený dres vedoucího závodníka celkového pořadí. Ze stejného důvodu nosil Andrea Piccolo bílý dres pro lídra soutěže mladých jezdců.

## Konečné pořadí
| Legenda | Legenda                         | Legenda | Legenda                               |
| ------- | ------------------------------- | ------- | ------------------------------------- |
|         | Označuje lídra celkového pořadí |         | Označuje lídra vrchařské soutěže      |
|         | Označuje lídra bodovací soutěže |         | Označuje lídra soutěže mladých jezdců |

### Celkové pořadí
| Pořadí | Jezdec                         | Tým                    | Čas         |
| ------ | ------------------------------ | ---------------------- | ----------- |
| 1      | Neilson Powless (USA)          | EF Education–EasyPost  | 11h 12' 30" |
| 2      | Mattias Skjelmose Jensen (DEN) | Trek–Segafredo         | + 1"        |
| 3      | Pierre Latour (FRA)            | Team TotalEnergies     | + 12"       |
| 4      | Kévin Vauquelin (FRA)          | Arkéa–Samsic           | + 1' 12"    |
| 5      | Pavel Sivakov (FRA)            | Ineos Grenadiers       | + 1' 27"    |
| 6      | Thibaut Pinot (FRA)            | Groupama–FDJ           | + 1' 58"    |
| 7      | Arnaud De Lie (BEL)            | Lotto–Dstny            | + 2' 04"    |
| 8      | Hugo Houle (CAN)               | Israel–Premier Tech    | + 2' 27"    |
| 9      | Anthony Perez (FRA)            | Cofidis                | + 2' 36"    |
| 10     | Joel Suter (SUI)               | Tudor Pro Cycling Team | + 2' 53"    |

### Bodovací soutěž
| Pořadí | Jezdec                         | Tým                   | Body |
| ------ | ------------------------------ | --------------------- | ---- |
| 1      | Arnaud De Lie (BEL)            | Lotto–Dstny           | 58   |
| 2      | Mattias Skjelmose Jensen (DEN) | Trek–Segafredo        | 46   |
| 3      | Mads Pedersen (DEN)            | Trek–Segafredo        | 45   |
| 4      | Neilson Powless (USA)          | EF Education–EasyPost | 38   |
| 5      | Pierre Latour (FRA)            | Team TotalEnergies    | 38   |
| 6      | Kévin Vauquelin (FRA)          | Arkéa–Samsic          | 31   |
| 7      | Samuel Watson (GBR)            | Groupama–FDJ          | 21   |
| 8      | Valentin Ferron (FRA)          | Team TotalEnergies    | 20   |
| 9      | Ben Tulett (GBR)               | Ineos Grenadiers      | 20   |
| 10     | Joshua Tarling (GBR)           | Ineos Grenadiers      | 20   |

### Vrchařská soutěž
| Pořadí | Jezdec                         | Tým                        | Body |
| ------ | ------------------------------ | -------------------------- | ---- |
| 1      | Vito Braet (BEL)               | Team Flanders–Baloise      | 34   |
| 2      | Neilson Powless (USA)          | EF Education–EasyPost      | 26   |
| 3      | Mattias Skjelmose Jensen (DEN) | Trek–Segafredo             | 23   |
| 4      | Dries De Bondt (BEL)           | Alpecin–Deceuninck         | 18   |
| 5      | Kévin Vauquelin (FRA)          | Arkéa–Samsic               | 16   |
| 6      | Ben Turner (GBR)               | Ineos Grenadiers           | 14   |
| 7      | Thomas Champion (FRA)          | Cofidis                    | 14   |
| 8      | Mads Pedersen (DEN)            | Trek–Segafredo             | 13   |
| 9      | Andrea Mifsud (FRA)            | Nice Métropole Côte d'Azur | 12   |
| 10     | Ben Tulett (GBR)               | Ineos Grenadiers           | 10   |

### Soutěž mladých jezdců
| Pořadí | Jezdec                         | Tým                    | Čas         |
| ------ | ------------------------------ | ---------------------- | ----------- |
| 1      | Mattias Skjelmose Jensen (DEN) | Trek–Segafredo         | 11h 12' 31" |
| 2      | Kévin Vauquelin (FRA)          | Arkéa–Samsic           | + 1' 11"    |
| 3      | Arnaud De Lie (BEL)            | Lotto–Dstny            | + 2' 03"    |
| 4      | Pau Miquel (ESP)               | Equipo Kern Pharma     | + 3' 07"    |
| 5      | Axel Laurance (FRA)            | Alpecin–Deceuninck     | + 3' 58"    |
| 6      | Raúl García Pierna (ESP)       | Equipo Kern Pharma     | + 4' 09"    |
| 7      | Jenno Berckmoes (BEL)          | Team Flanders–Baloise  | + 5' 32"    |
| 8      | Louis Barré (FRA)              | Arkéa–Samsic           | + 8' 31"    |
| 9      | Petr Kelemen (CZE)             | Tudor Pro Cycling Team | + 10' 13"   |
| 10     | Luca Van Boven (BEL)           | Bingoal WB             | + 12' 22"   |

### Soutěž týmů
| Pořadí | Tým                    | Čas         |
| ------ | ---------------------- | ----------- |
| 1      | Team TotalEnergies     | 33h 44' 32" |
| 2      | Israel–Premier Tech    | + 1' 37"    |
| 3      | Cofidis                | + 5' 33"    |
| 4      | AG2R Citroën Team      | + 7' 07"    |
| 5      | Tudor Pro Cycling Team | + 7' 43"    |
| 6      | Lotto–Dstny            | + 8' 18"    |
| 7      | Trek–Segafredo         | + 8' 50"    |
| 8      | Uno-X Pro Cycling Team | + 11' 07"   |
| 9      | Arkéa–Samsic           | + 13' 58"   |
| 10     | Ineos Grenadiers       | + 15' 25"   |